# Vaccin antipolio
Vaccinul antipolio este un vaccin folosit pentru a preveni poliomielita (polio). Un tip utilizează virus polio inactiv și se administrează prin injectare (VPI), în timp ce un alt tip utilizează un virus polio atenuat și se administrează pe cale orală (VPO). Organizația Mondială a Sănătății recomandă ca toți copiii să fie vaccinați împotriva poliomielitei. Cele două vaccinuri au eliminat poliomielita în majoritatea țărilor și au redus numărul de cazuri în fiecare an, ajungând astfel de la 350.000 în anul 1988 la 359 în anul 2014.
Vaccinurile antipolio ce conțin virus inactiv pot fi folosite în siguranță. Poate apărea o roșeață sau durere slabă în zona de injectare. Vaccinurile polio orale duc la poliomielită paralitică asociată cu vaccinul la trei din trei milioane de doze. Ambele tipuri pot fi administrate în siguranță în timpul sarcinii și persoanelor ce prezintă HIV/SIDA, dar care nu prezintă complicații.
Primul vaccin antipolio a fost cel cu virus inactiv. Acesta a fost creat de către Jonas Salk și utilizat pentru prima dată în anul 1955. Vaccinul polio oral a fost creat de către Albert Sabin și a intrat pe piață în anul 1961. Acestea se află pe lista medicamentelor esențiale a Organizației Mondiale a Sănătății (en), ce prezintă cea mai importantă medicație necesară într-un sistem de sănătate de bază.